# Microtomus purcis
Microtomus purcis är en insektsart som först beskrevs av Dru Drury 1782.  Microtomus purcis ingår i släktet Microtomus och familjen rovskinnbaggar. Inga underarter finns listade i Catalogue of Life.